# Revolución, Querétaro Arteaga
Revolución är en ort i Mexiko.   Den ligger i kommunen San Juan del Río och delstaten Querétaro Arteaga, i den sydöstra delen av landet, 130 km nordväst om huvudstaden Mexico City. Revolución ligger 2 079 meter över havet och antalet invånare är 119.
Terrängen runt Revolución är kuperad åt sydost, men åt nordväst är den platt. Runt Revolución är det ganska tätbefolkat, med 160 invånare per kvadratkilometer. Närmaste större samhälle är San Juan del Río, 5,9 km väster om Revolución. Trakten runt Revolución består i huvudsak av gräsmarker.